# Philippe Lellouche
Philippe Lellouche (Ramat Gan, 30 marzo 1966) è un attore, regista e conduttore televisivo israeliano naturalizzato francese.

## Biografia
Fratello maggiore dell'attore Gilles Lellouche, Philippe Lellouche è nato a Tel HaShomer, un quartiere di Ramat Gan (Israele). Dopo gli studi di giornalismo, Lellouche conduce nel 1992 un programma comico su radio France Inter e diventa giornalista investigativo per TF1 e France 2.

## Filmografia

### Cinema
- Lise et André, regia di Denis Dercourt (2000)
- Boomer, regia di Karim Adda (2001)
- Adrenalina blu - La leggenda di Michel Vaillant (Michel Vaillant), regia di Louis-Pascal Couvelaire (2003)
- Narco, regia di Tristan Aurouet e Gilles Lellouche (2004)
- Parking réservé, regia di Philippe Lellouche (2008)
- Camping 2, regia di Fabien Onteniente (2010)
- Mineurs 27, regia di Tristan Aurouet (2011)
- Benvenuto a bordo (Bienvenue à bord), regia di Éric Lavaine (2011)
- Nos plus belles vacances, regia di Philippe Lellouche (2012)
- Le Jeu de la vérité, regia di François Desagnat (2014)
- Sesso, amore e terapia (Tu veux ou tu veux pas), regia di Tonie Marshall (2014)
- Camping 3, regia di Fabien Onteniente (2016)
- Chacun sa vie, regia di Claude Lelouch (2017)
- Nos années folles, regia di André Téchiné (2017)
- La Vertu des impondérables, regia di Claude Lelouch (2019)
- L'amour c'est mieux que la vie, regia di Claude Lelouch (2021)
- Simone, le voyage du siècle, regia di Olivier Dahan (2022)
- 2 matrimoni alla volta (Alibi.com 2), regia di Philippe Lacheau (2023)

### Televisione
- Il comandante Florent (Une femme d'honneur) - serie TV, episodio 1x2 (1997)
- Jacotte - serie TV (1999)
- Docteur Sylvestre - serie TV (2000)
- Belle Grand Mère "La Trattoria" - serie TV (2001)
- Famille d'accueil - serie TV (2006)
- Top Gear Francia - programma televisivo (2015)
- Clem - serie TV, episodi 5x3 e 5x13 (2015-2018, 2023)
- Le Grand Restaurant: La guerre de l'étoile, regia di Pierre Palmade - programma televisivo (2022)
- Scènes de ménages - serie TV (2024)

## Doppiatori italiani
- Franco Mannella in Benvenuto a bordo
- Walter Rivetti in Simone, le Voyager du siècle